# I Was Here
"I Was Here" é uma canção da cantora americana Beyoncé Knowles , de seu quarto álbum de estúdio 4. Ela foi escrita por Diane Warren , enquanto a produção foi feita por Ryan Tedder, Kutzle Brent, Knowles e Kuk Harrell. A canção é uma balada reflexiva, em que Beyoncé está vulnerável as opiniões seu passado, querendo deixar um impacto no mundo antes de seu tempo neste mundo acabe. O desenvolvimento da canção foi motivada pelos ataques de 11 de setembro de 2001.
"I Was Here" recebeu críticas positivas dos críticos de música que favoreceram o desempenho vocal de Beyoncé, que é complementado por piano, teclas e pesado tambor bate. Após o lançamento do 4 no início de julho de 2011, "I Was Here" alcançou o número 131 no UK Singles Chart e no número 74 sobre o Singles Chart Swiss. Mais tarde no mesmo mês, a canção foi incluída na trilha sonora para a final da Copa do Mundo de Futebol Feminino. A canção foi a escolhida pela emissora ABC para uma homenagem às vítimas dos atentados de 11 de setembro, após 10 anos.

## Antecedentes e desenvolvimento

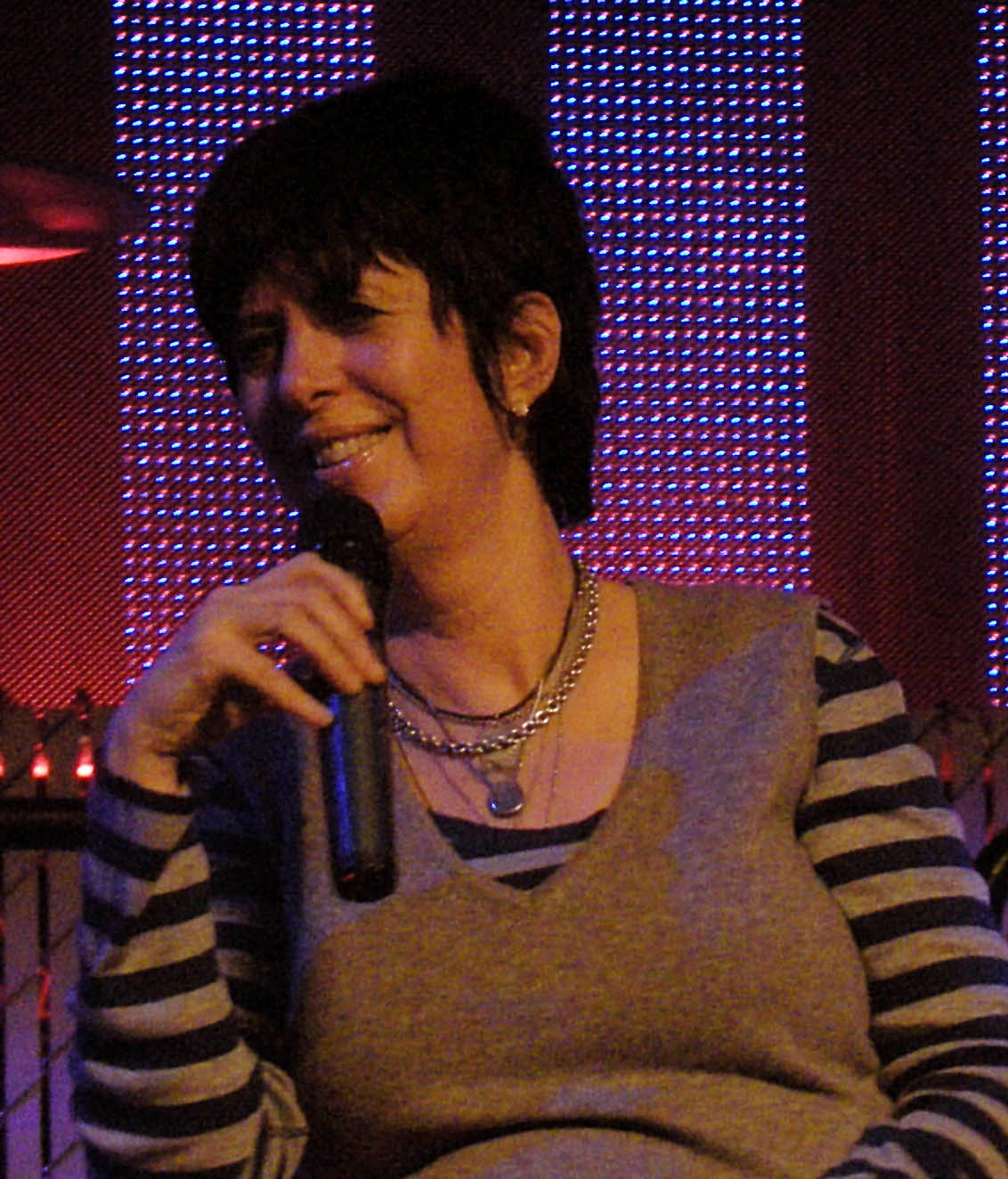
Diane Warren (foto), queria trabalhar com Knowles desde Destiny's Child, mas revelou que "I Was Here" foi o momento perfeito.

"I Was Here" foi escrita por Diane Warren e foi produzido por Ryan Tedder, Kutzle Brent, Knowles e Kuk Harrell. Warren revelou em uma entrevista para o "PopWrap" no dia 01 de junho de 2011, que ela contribuiu para o álbum "4". Ela declarou: "Eu acabei de escrever algo de uma semana e meia atrás, que Beyoncé está gravado e eu acho que é a melhor coisa que eu já escrevi. Cantou-la incrivelmente. Eu acho que é uma canção da carreira e, provavelmente, minha favorita que eu já escrita [...] agora." A partir de 16 de junho de 2011 a 27 de junho, uma música de 4 estava disponível para ouvir na íntegra a cada dia no site oficial de Beyoncé,  com a sua foto do encarte do álbum e uma citação esclarecedora. Em 26 de junho de 2011, "I Was Here" foi a décima primeira música a ser escolhida. A citação encontrada foi por Warren falando da concepção da música:
| “ | Eu sempre quis trabalhar com Beyoncé. Eu escrevi uma das minhas melhores músicas, "I Was Here", e eu pensei que a artista que seria o meu sonho de cantar, seria Beyoncé. Esta é uma daquelas histórias mágicas onde o que é feito para realmente acontecer. Eu toquei para ela, e ela adorou e disse que ia gravá-la imediatamente. Esse tipo de coisa nunca acontece! Sem sequer ouvi-la uma segunda vez, dois dias depois ela estava gravando! Eu nunca tive arrepios por todo meu corpo como se eu tivesse de ouvir Beyoncé cantar essa música. 'I Was Here" veio de minha alma e se tornou a música que vinha dela. Ouvi-la cantar "I Was Here" será para sempre um dos melhores momentos da minha vida, e eu sei que essa música vai tocar muitas outras vidas também. | ” |

Em 19 de julho de 2011, "I Was Here" foi a escolhida para trilha sonora para a final da Copa do Mundo de Futebol Feminino. Em 22 de julho de 2011, Knowles falou com a agência Reuters sobre o desenvolvimento da canção. Beyoncé revelou que a canção foi inspirada pelos Ataques do 11 de Setembro, afirmando "Eu recebi um telefonema de Diane, e ela tocou a música na guitarra por telefone, e eu disse: "Oh meu deus, eu tenho que ter essa música."  É o décimo aniversário do acontecido e eu pensei: "Uau, isso realmente completa o meu álbum."

## Composição
Como afirma Georgette Cline da AOL Music e David de PopMatters , "I Was Here" é um ritmo de baixa balada que liricamente caracterizada por Beyoncé como a protagonista feminina que quer deixar sua marca nesta terra antes de seu tempo aqui." Matthew Perpetua da revista Rolling Stone a declarou como: "a canção que interrompe o fluxo de canções dançantes na segunda parte do álbum, bem como um clímax emocional agridoce para o álbum [...]", "I Was Here" encontra vocais de Beyoncé acompanhados de piano e batidas de tambores fornecido pelo vocalista Ryan Tedder da banda OneRepublic e seus companheiros.
"I Was Here" começa com a trêmula Reverberação de uma guitarra chorosa estabelecendo um clima apropriadamente sombrio por cerca de quinze segundos antes de batidas da música começar junto da voz de Beyoncé. O último dá um tom silencioso e mórbido na música como ela traz doses de borda e areia, cantando: "Eu quero deixar minhas pegadas na areia do tempo / sei que havia algo que significava algo que deixei para trás / Quando eu deixar este mundo, vou deixar nenhum arrependimento / eu vou deixar algo para recordar, para que não se esqueçer [...]", antes de adotar um tom autoritário para entregar o coro : "Eu estava aqui / eu vivi, eu amei / eu foi aqui / eu fiz, eu fiz / Tudo o que eu queria / E foi mais do que eu pensei que seria / Eu vou deixar a minha marca para que todos saibam / Eu estava aqui [...]". Spencer Kornhaber de The Atlantic elaborado sobre a composição da canção como se segue:
| “ | Este é o momento existencial de Beyoncé, onde ela bate sobre a justificativa de como ela pode pretender ser uma mulher independente e ainda se sentir tão totalmente à mercê de um cara. Através de carpe diem amoroso que ela quer, da maneira que ela quer, ela pode exercer poder sobre a forma como o resto do mundo pontos de vista dela, controlando o seu destino para a eternidade. | ” |

## Video promocional

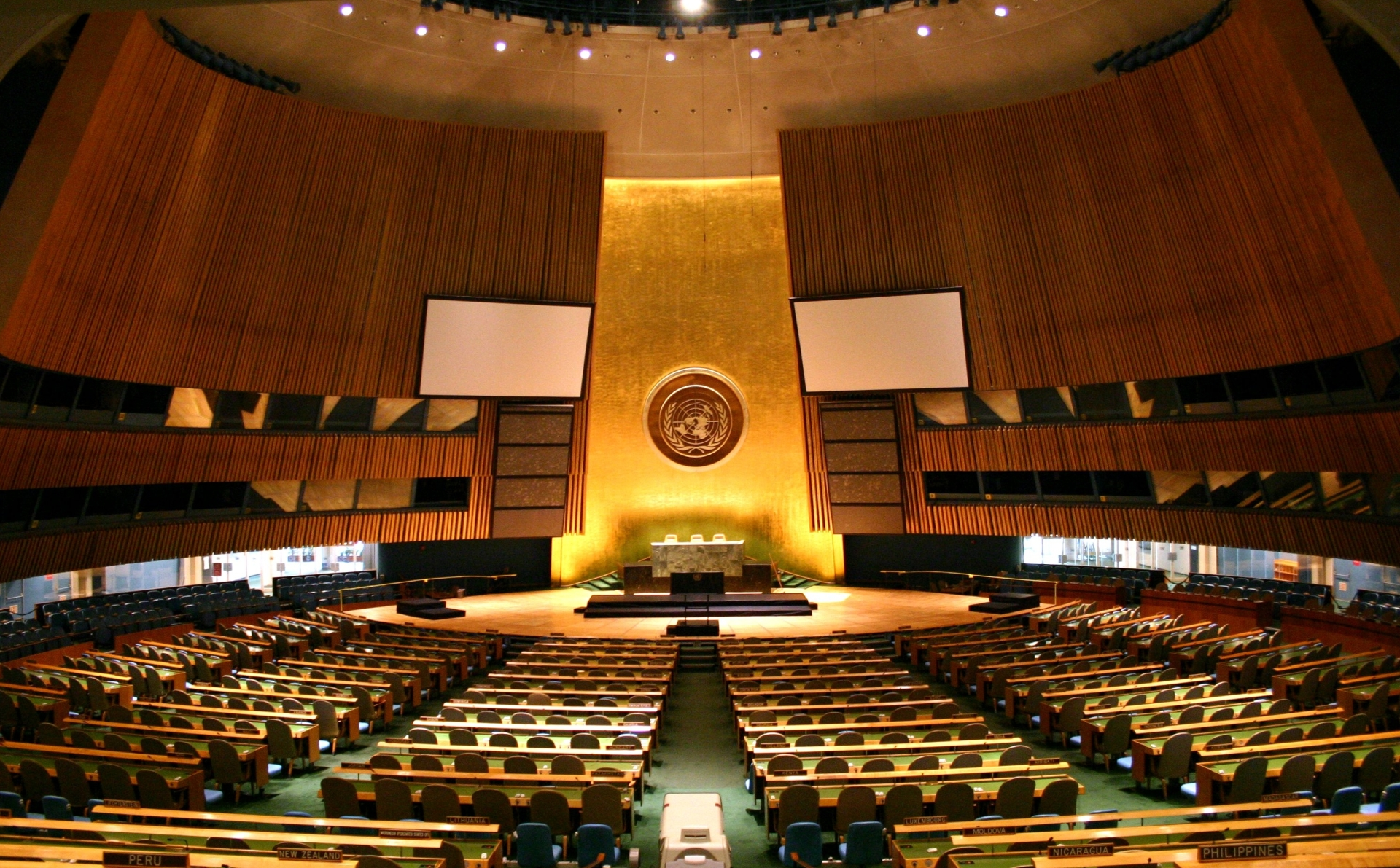
United Nations General Assembly hall in New York City.

No dia 16 de Novembro Beyoncé liberou um video promocional de "I Was Here" no canal VEVO do Youtube para divulgar o lançamento do DVD Live at Roseland misturadas com vídeos caseiros na infância, adolescência e juventude da Beyoncé, além de cenas com as Destiny's Child, projetos sociais, entrevistas com Oprah e para a CNN, recebimentos de Grammys, encontro com Michael Jackson, Etta James, Barack Obama, Tina Turner, Nelson Mandela, cenas dos DVDs The Beyoncé Experience Live e I Am... World Tour, performances mundialmente notórias como a de "The Star-Spangled Banner" - hino nacional dos Estados Unidos - no Super Bowl XXXVIII, o show realizado no Glastonbury Festival e de "Run the World (Girls)" no Billboard Music Awards 2011 e Surprise, Oprah! A Farewell Spectacular. Além de cenas com seus familiares como Mathew Knowles, Tina Knowles - durante um desfile da House of Deréon -, Jay-Z, Solange Knowles e Julez Knowles, o vídeo também tem cenas de Beyoncé se vestindo para seu casamento real. O vídeo também contém cenas do mini-documentário Mic and Light com vídeos pessoais da cantora.

## Recepção da crítica
"I Was Here" recebeu críticas mistas dos críticos, muitos dos quais sentiram a mensagem da canção profunda demais para um artista como Knowles cantar, e criticou a colocação da música na lista de faixas de "4". Horton Mateus da BBC critica a maneira que a canção foi colocação na lista de faixas de 4 , afirmando que "'Run the World (Girls)" parece uma faixa bônus dizendo que "I Was Here", soa como o final perfeito para o álbum." Steve Jones dos USA Today mostrou apreço pela canção: "Aos 29 anos, Beyoncé parece um pouco jovem para se preocupar com seu legado, como ela faz na balada escrita por Warren. Mas ela coloca tanto sentimento nele que acaba sendo a canção mais tocante do álbum"

## Desempenho

### Posições
| Tabelas musicais (2011)                       | Melhor posição |
| --------------------------------------------- | -------------- |
| Austrália — Australian Singles Chart          | 87             |
| Austrália — Australian Urban Singles Chart    | 26             |
| Bélgica — Urban Singles Chart (Flandres)      | 36             |
| Bélgica (Ultratip Bubbling Under de Flandres) | 16             |
| Coreia do Sul — International Singles Chart   | 52             |
| Estados Unidos — Hot Dance Club Songs         | 14             |
| Hungria — Hungarian Singles Chart             | 6              |
| Irlanda — Irish Singles Chart                 | 88             |
| Reino Unido — UK Singles Chart                | 131            |
| Reino Unido — UK R&B Singles Chart            | 37             |
| Suíça — Swiss Singles Chart                   | 74             |